# Кобольды
Ко́больды (нем. Kobold, Cobold) — домовые и духи-хранители подземных богатств в мифологии народов Северной Европы (английской, немецкой, скандинавской). Кобольды, по описаниям добродушные домашние духи, могли устроить в доме и беспорядок в ответ на пренебрежительное к ним отношение.
В германо-скандинавской мифологии кобольды — особый вид эльфов или альвов, сродни гномам (двергам). Кобольдам приписываются подшучивания над людьми, они постоянно возятся и шумят. Описываются они в виде карликов, обычно безобразных; их цвет от огня в очаге — ярко-красный.
Легенды рассказывают о трёх основных типах кобольдов: домовых, хранителей рудников и корабельных кобольдов, или клабаутерманах. Хотя обычно кобольд невидим, он может материализоваться в форме животного, огонька или низкорослого, подобного ребёнку, человека. Кобольды, живущие в человеческих домах, носят крестьянскую одежду; те, кто живёт в шахтах, сгорблены и уродливы; кобольды, живущие на кораблях, курят трубки и носят матросскую одежду. Подземным кобольдам приписывают стремление не допускать людей к подземным богатствам — они могли устраивать завалы или камнепады.

## Название
Название «кобольд» означает «владыка помещения» (Kobe, откуда нововерхненемецкое Kofen — «помещение, комната, хижина»); таким образом, кобольды тождественны англосаксонским cofgodas (домашние духи). Связанную этимологию также имеет термин «хобгоблин».
Название схожих духов (фейри) у разных народов Европы весьма разнообразны. Ирландцы зовут их «клуриконами», шведы — «ниссе», испанцы — «дуэнде и трасто», французы — «гоблинами», «лютенами» и «фоллэ» (feu follet значит «блуждающий огонёк»), англичане — «хобгоблинами». В поэзии они также отождествляются с эльфами.
В позднейшей индийской мифологии злые духи, полубожественного характера (род кобольдов), составлявшие свиту бога Шивы — Праматха (Pramatha — «мучитель»).

## Горные духи
Рудокопы также называли «кобольдами» духов, населяющих шахты. Считалось, что подземные кобольды приносят несчастье, могут вызвать порчу руды и появление в ней примесей (название химического элемента кобальта происходит от слова «кобольд»).
В трагедии «Фауст» Гёте кобольд упоминается как синоним гномов — элементалей стихии Земли, и переведен на русский как «домовой» и «инкуб». Тем не менее, средневековые оккультисты отличали «коварных кобольдов» от гномов.

## В современной культуре

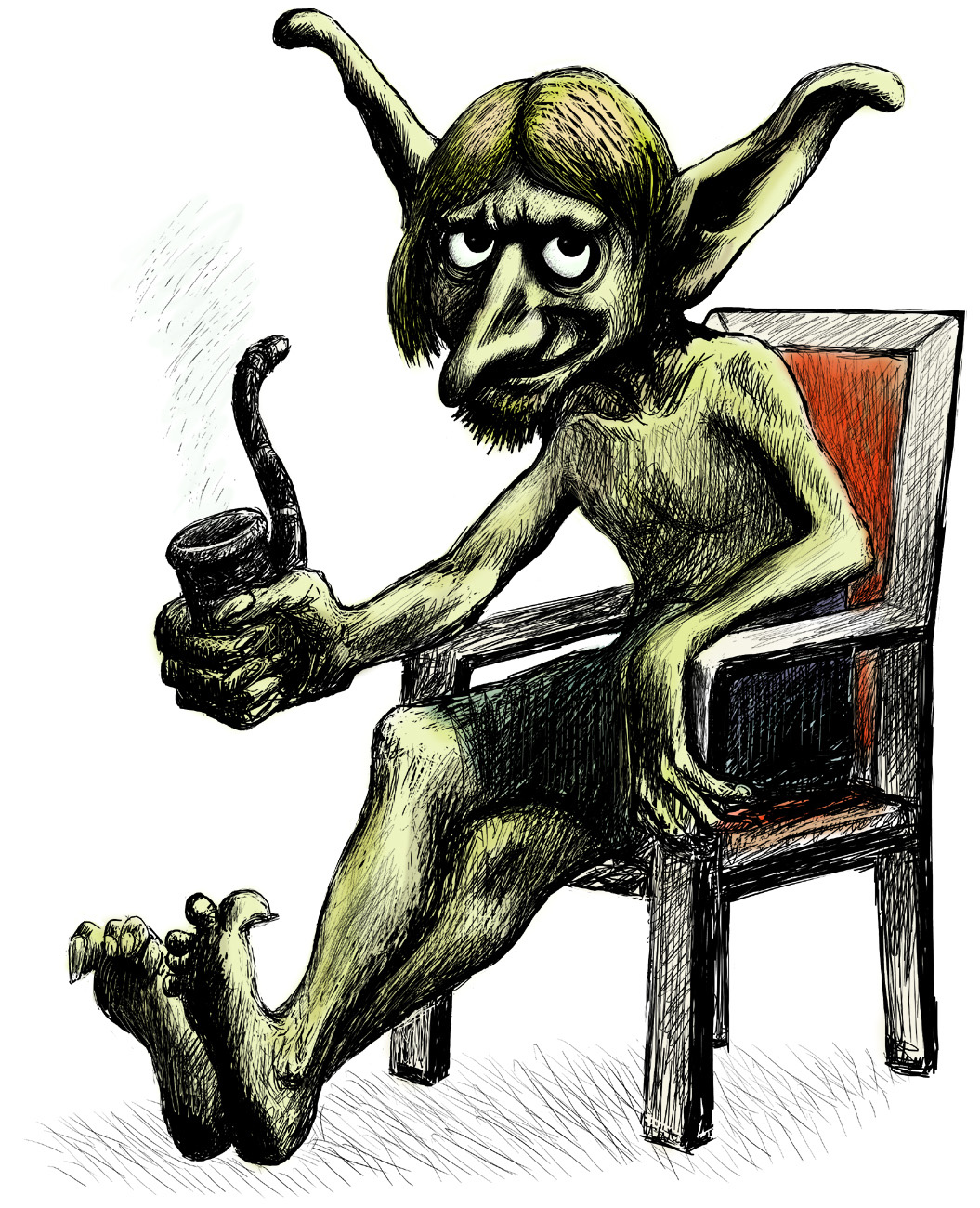
Иллюстрация современного художника

В современной популярной культуре кобольда чаще всего изображают в виде подземного жителя с серой кожей. Иногда кобольдам приписывают боязнь солнца и вражду с гномами.
Кобольды упоминаются в романе В. Гюго «Отверженные». Часть 4. Книга 2. Глава 3. «Видение папаши Мабефа»:
...Когда Мабеф выпрямился, уже никого не было, девушка исчезла...
— В самом деле, это очень похоже на то, что рассказывает Рюбодьер о кобольдах. Не был ли это кобольд?...
Так же кобольд по имени Хинцельман упоминается в романе Нила Геймана «Американские боги», как кровожадное существо, оберегающее все селение или город, которому каждый год в начале зимы приносили в жертву ребёнка. Также по версии книги кобольд был божеством, которое получалось в результате убийства ребёнка, никогда не видевшего света и питавшегося только хорошей пищей.

### В фэнтези
Кобольды впервые введены в качестве расы существ в ролевой игре Dungeons & Dragons начиная с редакции 1974 года. Хотя кобольды и не обрели большую популярность, всё же их образ используется и в других компьютерных играх жанра фэнтези, такими как World of Warcraft и Might & Magic Heroes VII.

## Связь с кобальтом
При обжиге содержащих мышьяк минералов кобальта выделяются летучие ядовитые оксиды мышьяка. Руда, содержащая эти минералы, получила у горняков имя горного духа кобольда. Древние норвежцы приписывали отравления плавильщиков при переплавке серебра проделкам этого злого духа. Вероятно, имя злого духа восходит к греческому «кобалос» — дым. Этим же словом греки называли лживых людей.
В 1735 году шведский минералог Георг Бранд сумел выделить из этого минерала неизвестный ранее металл, который и назвал кобальтом. Он выяснил также, что соединения именно этого элемента окрашивают стекло в синий цвет — этим свойством пользовались ещё в древних Ассирии и Вавилоне.